# Judeide-Makr
Judeide-Makr sau Jdeideh - Al-Makar (în ebraică גֻ'דֵידָה-מַכְּר, în arabă جديدة - المكر) este un consiliu local arab din Districtul de Nord (Israel), la câțiva kilometri est de orașul Acra. A fost format prin fuziunea satelor Al-Makar și Al-Jdeidah în 1990. Satul este situat în regiunea Acra, în partea de est a acesteia, și se află la câțiva kilometri distanță de Acra și de malul Mării Mediterane. Este format prin unirea a două sate învecinate, Judeide și Al-Makr, într-un singur consiliu municipal, dar în trecut existau două consilii, unul pentru Judeide și celălalt pentru Al-Makr. 
Populația în 2018 era de aproximativ 20.920 de locuitori,  iar cea mai mare parte a populației este musulmană, iar restul sunt creștini. Majoritatea locuitorilor sunt familii strămutate din satele vecine care au fost demolate în 1948, inclusiv Al-Birwa, Al- Manshiyya, Kafr Bir’im, Al - Samriya, Lubya, Iqrit, Al- Ghabisiyah, Al-Damoun, ori din Acra etc.